# Minolta Weathermatic 35 DL
La Minolta Weathermatic 35 DL (dual) és una càmera compacta i subaquàtica que utilitza pel·lícula de 35mm. Aquesta, va ser llançada al mercat per Minolta el 1987.
Bàsicament, és la mateixa que la Minolta AF-DL, però amb la diferència que aquesta és estanca i submergible fins a 5 metres.

## Característiques
La 35 DL és sòlida i està fabricada amb plàstic d'alta qualitat. L'objectiu de doble focus s'acciona elèctricament i està protegida per una finestra estanca. El compartiment de la bateria està igualment segellat per protegir la càmera contra l'aigua i la pols.
Quan no està submergida, utilitza l'enfocament automàtic basat en infrarojos, el qual permet enfocar des de 0,75m fins a l'infinit. Un botó a la part superior canvia la distància focal de 35 a 50mm.
La distància mínima d'enfocament en el mode macro arriba fins a 0,52m quan es treballa a 35mm, o a 0,62m amb l'objectiu a 50mm. També hi ha disponible una funció per bloquejar l'enfocament.
Sota l'aigua l'enfocament és fix, i es pot usar en 35mm per enfocar des d'1,2 fins a 3,6 metres o en 50mm per enfocar des d'1,3 fins a 3,2m. Un botó a la part posterior acciona el mode macro, el qual permet fer primers plans sota l'aigua.
El flaix és totalment automàtic; no es pot activar ni desactivar i tampoc es pot configurar la seva potència. Una llum vermella al costat del visor indica que el flaix s'està carregant. A 35mm i ISO 100 el flaix il·lumina des de 0,52 fins a 3,6m i a 50mm des de 0,62 fins a 2,3m. La càrrega, el transport i el rebobinat de pel·lícules també són totalment automàtics; la càmera no incorpora un botó per poder rebobinar la pel·lícula a mig rodet.
Aquest model, pot fer servir rodets amb una sensibilitat des de 100 fins a 400 ASA, disparar amb una velocitat d'obturació des d'1/40 fins a 1/150 segons i una obertura de diafragma des de f/3.5 fins a f/30.

## Accessoris
Originalment, la càmera es venia amb un kit, el qual incloïa una bossa groga brillant amb la corretja, un estoig per guardar dos rodets i el visor esportiu.
El visor esportiu facilita l'ús de la càmera quan s'utilitza sota l'aigua amb ulleres de submarinisme, ja que així no és necessari mirar pel visor.